# 最终幻想IX
《最终幻想IX》（台港旧译「太空战士IX」）是由史克威尔（今史克威尔艾尼克斯）为索尼PlayStation游戏机开发并发行的角色扮演游戏。游戏于2000年首发，是最终幻想系列第9部正传，也是系列最后一部首发于初代PlayStation的作品。史克威爾在授權的港台版攻略與宣傳使用了舊譯名稱「太空戰士9」，因此此作又有玩家簡稱為太9。游戏2010年作为PSone Classics作品通过PlayStation Network发行。游戏为系列引入了“即時事件”“莫古通信网”，并使用独特的装备和技能系统。
《最终幻想IX》的情节围绕国家战争而展开。玩家扮演年轻盗贼吉坦及其伙伴，阻止发动战争的亚历山德里亚女王布拉奈。但当一行明白和布拉奈合作的人物库加是更大的威胁后，剧情中心发生改变。
《最终幻想IX》和《最终幻想VIII》同时开发，但回归早期最终幻想游戏的传统风格。而《最终幻想IX》除明显受到初代《最终幻想》影响外，还加入了系列其他作品的典故。Playstation版本在全球出貨超過550万套。

## 玩法
在《最终幻想IX》中，玩家操控角色在游戏地图上移动，探索区域并与非玩家角色互动。玩家将多数时间用于城镇和迷宫等场景地图上。 游戏使用了“场景图标”辅助玩家探索场景——当玩家角色靠近道具或指示牌时，主角头顶就会出现感叹号图标。玩家和可以莫古利对话储存游戏进度、支帐篷恢复力量，或是购买道具——而前作中这些功能主要通过存档点实现。莫古利还会拜托玩家角色将信件送给莫古网络的其他莫古利，玩家角色还能收到其他非玩家角色的信件。
玩家通过世界地图——以俯视视角、3D画面呈现缩小的《最终幻想IX》的世界——在各场景间旅行。玩家可自由在世界地图上移动，水域或山脉等地形无法直接越过，但可以骑陆行鸟、乘船，或乘坐飞空艇突破限制。和最终幻想前作相同，在世界地图和会遇敌的场景地图行走时会随机遇敌。
《最终幻想IX》引入了即时时间（ATE）这一探索城镇的新方法。玩家会在特定时间看到不同场所发生的事件，由此了解角色发展、获得特定道具，还能做出选择影响故事变更。在队伍为解决谜题和走迷宫而分开时，ATE偶尔作为同时控制两支队伍的方式。

### 战斗
当玩家遇到敌人时，地图就会切换为“战斗屏幕”。敌人和玩家角色会面对面站在战斗屏幕两侧；游戏沿用了自《最终幻想IV》起使用的即时战斗（ATB）系统。角色指令菜单以窗口形式在ATB槽列表侧边弹出；玩家角色可以对敌发动物理攻击、使用储备的道具，还能发动特殊能力。各角色的能力一般不同，例如盗贼吉坦可以从敌人身上偷取道具，艾可和嘉妮特可以召唤援助团队的神兽，比比则可以发动伤害敌人的黑魔法。
当角色进入“幻化状态”时，菜单就会出现特殊指令。类似于《最终幻想VII》的极限技，不可控的幻化槽随随玩家受到伤害逐渐填充，幻化槽充满时角色就会短暂幻化。幻化角色的力量会提升，同时玩家可以选择特殊攻击指令。比如吉坦的“秘技”菜单指令会变成“里技”，可以发动更强力的攻击；比比的“黑魔法”会变成“双黑魔法”，可以同时发动两次魔法。玩家可以将设置界面的的战斗风格从常规改成自定，让两名玩家控制在战斗中控制任何角色，然而这必须为PlayStation插入双控制器。
角色的战斗表现由速度、力量、魔力等各类量化值（“能力值”）决定。角色能力值由经验值带动；角色战斗胜利会获得经验值，而经验值累积到一定程度会让角色升级。当角色升级时，其能力值会永久增长，并随角色所佩装备获得不同加成。战斗胜利还能获得金钱、游戏卡牌Tetra Master（大法師牌）、道具以及能力值（AP）。

### 能力与装备
和自定角色风格的前两作不同，《最终幻想IX》恢复了角色类型概念，即特定角色在战斗中扮演特定职能。例如角色比比是唯一能使用黑魔法的黑魔法师，斯坦纳是唯一能使用剑技的骑士。
最终幻想游戏中装备的基本功能是提升角色属性；比如给吉坦装备秘银背心可以提升他的基本防御值。《最终幻想IX》的武器和防具都带有不同能力，角色将其装备后即能发动（还需角色本人能使用此能力）。当角色在战斗中累积足够能力值后，就可不再装备而直接使用此能力。此外《最终幻想IX》中装备的能力影响角色升级时的能力成长值。防具不仅能提升基本防御力和回避率，还能在升级时增加角色防御力等能力值。
能力分为战斗类和支援类。战斗能力消耗魔法值并包括战斗使用的魔法和特殊技。支援能力会维持不定时间的效果，且必须装备魔石实现功能。可装备的魔石随着角色升级而增长。

## 情节

### 设定
《最终幻想IX》的情节主要发生在有四块大陆的年輕星球盖亚。盖亚大多数人都居住于完全被浓雾覆盖的雾之大陆。直到游戏中盘，玩家才能在地图上看到并探索雾之大陆以外的地区——外部大陆、失落大陆和忘却大陆。此外还有平行世界泰拉和在游戏地图以外的空中庭院。雾之大陆有四个国家：亚历山德里亚、林德布尔姆、布尔美西亚和克雷拉。亚历山德里亚王国位于雾之大陆最东北，由亚历山德里亚城堡的王室统治。技术先进的林德布尔姆位于西南方的高原，由大公统治，飞空艇为城中常见交通工具。布尔美西亚王国的首都位于西北，终日降雨；附近的克雷拉文明则位于沙漠中的一颗巨树，由强劲的沙暴环绕保护。大陆南端大都市特雷诺是贫富人皆居住的不夜城。雾之大陆的大量山脉是各国间的天然屏障。
盖亚生活着人类和各种非人种族。亚历山德里亚和林德布尔姆由人类和类人动物共同居住。布尔美西亚族是擅长舞蹈的鼠族，居住于布尔美西亚和克雷拉。克雷拉族是“文明战争”后从布尔美西亚族分裂出去的。矮人族生活在外侧大陆的康迪·派第村。同样位于外侧大陆的魔导师之村居住着获得思想的黑魔导师。基因组是居住在泰拉，有智能但无灵魂的种族，他们将泰拉同化盖亚后，成为泰拉族灵魂的容器。召唤师族除头上长有角外与人类类似，故事中只有两名召唤师现存，其他人在都因泰拉族飞船无敌号攻击他们家乡玛丹·萨里而灭亡。最后的库族是可能雌雄同体的类人族，他们擅长美食，栖息于世界各地的沼泽，抓青蛙作为主要营养来源。
遠古時代，一個老朽的星球泰拉，想要奪取蓋亞的生命力借屍還魂，結果反而融合到蓋亞的體內，成為一切的災厄之源。

### 角色
《最终幻想IX》有8名可玩主角：吉坦·特莱巴尔是伪装为剧团的盗贼团坦特拉斯的一员；嘉妮特·蒂·亚历山德罗斯17世（化名小刀）是亚历山德里亚的公主，有召唤幻兽的力量；比比·奥尔尼迪亚是羞怯而善良的年少黑魔法师，想找到自己存在的意义；阿代尔巴特·斯坦纳是亚历山德里亚骑士团冥王队的队长；芙蕾亚·库莱森特是布尔美西亚的龙骑士，寻找她失踪的爱人；阿馋是库族，他的师傅想让他/她环游世界学习烹饪；艾可·卡罗拉是生活在已成废墟的召唤师之村玛丹·萨里的6岁女孩，他和嘉妮特是世界上仅存的两名召唤师；萨拉曼达·科罗尔是被亚历山德里亚雇佣抓捕嘉妮特的赏金猎人。其他主要角色还有：林德布尔姆统治者希德·法布尔大公；嘉妮特的养母，渴望权利的亚历山德里亚女王布拉奈；亚历山德里亚强大的女骑士贝特丽克斯将军；军火商人，盖亚的敌人库加。其他次要角色如吉坦好友与盗贼团伙伴布兰克，他们的背景故事随着游戏进展而逐步揭露。

### 故事
《最终幻想IX》以吉坦所在的坦特拉斯剧团在嘉妮特公主16岁生日庆祝上将其绑架开始。然而嘉妮特告知，她发现布拉奈女王的逐渐反常，“希望”借绑架逃到林德布尔姆会见希德大公，并本计划偷乘剧院艇。然而剧院艇在逃跑时受损，坠入了邪恶森林，吉坦只得和其他坦特拉斯成员分别，跋涉到林德布尔姆。和吉坦与嘉妮特同行的还有比比与斯坦纳两人，他们在坦特拉斯逃脱亚历山德里亚时被卷了进来。在旅行中，嘉妮特化名“小刀”并尝试和平民交往。一行发现达利村的地下工厂在为亚历山德里亚生产没有灵魂的黑魔法师士兵。同时布拉奈派出三名强大的黑魔法师“黑色华尔兹”强夺回嘉妮特，但最终未能成功。
在到达林德布尔姆后，团队发现希德大公因沉溺女色被妻子希尔达变成蟑虫。他注意到布拉奈渐增的侵略性，为保护嘉妮特而拜托坦特拉斯将其绑架。一行决定在林德布尔姆休息，期间遇到芙蕾亚并参加狩猎祭典。之后一行得知亚历山德里亚进攻布尔美西亚，吉坦、芙蕾亚和比比前去战场，嘉妮特和斯坦纳则前去亚历山德里亚请求布拉奈停止战争。吉坦一行来到布尔美西亚首都，看到布拉奈和神秘男子库加已经占领此城，大量居民前去临近的克雷亚寻求庇护。在吉坦等人保卫克雷亚时，嘉妮特要求和其母与库加停止战争。他们拒绝了请求，同时布拉奈女王下令将嘉妮特体内的召唤兽强行提取出来。布拉奈乘坐她的飞空艇，使用嘉妮特的召唤兽奥丁摧毁了克雷亚。吉坦和伙伴逃上布拉奈的飞艇，并前去亚历山德里亚营救嘉妮特。之后布拉奈又对林德布尔姆发动攻击，使用嘉妮特的另一召唤兽阿托莫斯摧毁工业区，并重创商业区与剧院区。
团队到达林德布尔姆后，从希德大公处了解了布拉奈的神秘军火商人库加的消息。团队在阿馋的帮助下，通过地下隧道来到库加总部所在的外侧大陆。一行在此遇到了召唤师小女孩艾可，她自认是玛丹·萨里最后的生存者。他们还发现了黑魔法师隐居之村庄。他们追随库加来到了附近的依法树——一个输送战斗兴奋剂雾的实体。在这里一行得知库加使用雾制造了黑魔法师。团队打败了依法树并阻止了雾气生成。当队伍回到玛丹·萨里时，一行遇到布拉奈雇佣追杀嘉妮特的萨拉曼达。萨拉曼达惊讶于吉坦的力量而加入队伍，而嘉妮特也明白她和艾可一样，都是玛丹·萨里的召唤师。之后在依法树上，嘉妮特和库加对战，并召唤巴哈姆特企图杀死对方。然而库加利用神秘老人操作的无敌号飞空艇控制巴哈姆特，击败布拉奈的军队并将她杀死。布拉奈在临死前与嘉妮特和解。
一行回到亚历山德里亚，城中为嘉妮特加冕女王做准备。然而库加在她加冕典礼的同夜，用巴哈姆特袭击了亚历山德里亚。艾可和嘉妮特合力召唤了胜过巴哈姆特的圣兽亚历山大。库加想用无敌号控制亚历山大，然而神秘老人（游戏揭露其名加兰德）拒绝了。库加想获得能击败加兰德的强大幻兽，盯上了艾可。一行得知库加的总部在沙漠宫殿并前去讨伐。然而库加关押了队伍，并在撤退时将艾可抓走以抽取幻兽。在抽取幻兽时，艾可的守护莫古利幻化为真身，召唤兽马丁，阻止了抽取过程。库加明白幻化的力量后逃走，并继续实现击败加兰德的目标。一行救回艾可并找到了希尔达，她恢复了希德的人身。希德因此可以继续为队伍设计无需雾能源的飞空艇。
在希尔达的帮助下，一行追随库加，开启入口来到名为泰拉的神秘地点。在泰拉的城镇布兰巴尔，他们得知泰拉和盖亚是并行世界。泰拉的居民都是是由加兰德精心策划，为让垂死的泰拉和盖亚同化而创造的。加兰德创造了基因组——有智慧、情感但没有灵魂的生物——来容纳泰拉的灵魂。依法树的存在、雾的形成、召唤兽的毁灭、乃至库加和吉坦存在的真正目的，都是这过程的一环。一行对他的目的感到愤怒并与之作战。然而库加获得足够的精神而幻化。幻化的库加杀了加兰德，但之前加兰德警告称他的生命到达极限，吉坦正是为取代库加而设计的。库加因此出乎意料的事情而狂怒，毁灭了泰拉，而队伍乘机将剩下的基因组带上无敌号逃回盖亚。
一行返回后发现盖亚已完全被浓雾覆盖。在林德布尔姆和亚历山德里亚和军队的合力帮助下，一行进入依法树，并被传送到神秘的记忆之地。加兰德的灵魂引导一行找到库加，要他们阻止库加毁灭盖亚。当库加被击败后，他使用幻化能力攻击了生命之源水晶，让作为毁灭生命而存在的“永恒之暗”出现。在击败永恒之暗后，盖亚安全了，记忆之地和依法树的魔力崩溃。库加用传心术让队伍逃离危险，但吉坦决定独自返回救他，之后画面显示他和库加都消失于崩溃中。
一段时间后亚历山德里亚重建，坦特拉斯回到亚历山德里亚为嘉妮特女王演出“我愿成为你的小鸟”。期间的几个场景讲述了主角发生的故事。斯坦纳和贝特丽克斯继续担任王室守卫并相爱；艾可成为希德大公和希尔达的养女；芙蕾亚和打算和她的失忆的旧相爱弗拉特雷再次开始；萨拉曼达在去亚历山德里亚的路上再次遇到拉妮；阿馋成为亚历山德里亚城堡的主厨；一个和比比很像的黑魔法师自称为比比的孩子。这些场景中，比比用独白和回忆了和大家的旅程并告别，这暗示他的寿命到达终点。游戏以剧目演出告终。在表演中吉坦脱去长袍，称自己在依法树崩溃中活了下来。嘉妮特冲向舞台，放弃了掉下的召唤者吊坠，和吉坦拥抱在一起。

## 开发
史克威尔在《最终幻想VIII》开发尚未完成时即开始着手《最终幻想IX》。作为对居住在美国开发者的折衷，游戏在夏威夷开发。作为PlayStation的最后一作，坂口期望“反映”系列旧作。在发售之前，坂口称《最终幻想IX》是他最喜欢的最终幻想游戏，因为这“最贴近（他）对于最终幻想应当如何的理想觀點”。这一转变也是对爱好者和其他开发者诉求的回应。此外，团队还想创作深入角色发展並可以理解的故事；这促成了“即時事件”的創作。游戏剧本由坂口博信编写。他在1998年7月左右开始前期策划。总监伊藤裕之提议主人公吉坦喜欢调情女性。
在游戏的概念阶段时，开发者明言作品未必會命名為《最终幻想IX》，因为打破《最终幻想VII》和《最终幻想VIII》的寫實主義可能會疏離受眾。爱好者因此推测遊戲可能会作為本传的外传发行。但到1999年下半年，史克威尔确认游戏确实会以《最终幻想IX》名义发售，而到2000年早期时游戏基本完工。开发者数度调整游戏，如结局修改了7次。总监伊藤设计游戏的战斗系统。
较之于PlayStation前作，开发人员打算讓游戏環境更为“奇幻導向”。创作者希望避免系列设定走向冗余，《最终幻想IX》再度引入中世纪设定，顯然打破了《最终幻想VII》和《最终幻想VIII》的未来主义风格。游戏設定中，蒸汽技术正开始广泛应用；人口依赖水力或风力为能源，但有时以雾或蒸汽为高级发动机提供能源。游戏设定延续中世纪主题，从挪威和北欧神话中获得灵感。伊藤称开发团队“被欧洲历史和神话的深度和戏剧性吸引”。《最终幻想IX》网站称，游戏世界的开发調和了“过往的成功元素”以及新元素，堪为系列的顶峰。创作人將角色設計置於高優先地位。回归系列根源还包括角色设计，所創角色更有“漫画式風貌”。作曲植松伸夫称，设计人員试图赋予角色现实性並維持漫画風格。为实现目的并令習慣《最终幻想VIII》写实设计的爱好者满意，设计师突出創作玩家容易認同的角色。

### 音乐
《最终幻想IX》的音乐由植松伸夫创作，这是到10年后《最终幻想XIV》之前，最后一部由他独自配乐的最终幻想游戏。在和伊藤的探讨中，植松被告知“你谱写八名角色的曲目，一首激情的战斗曲目，一首激情、唤起危险感，以及约10首其他曲目就可以了。然而植松用了估计一年的时间谱写制作了约160首曲目，其中游戏出现了140首。
植松伸夫使用钢琴谱曲，并采用两种互衬的方法——“我去创作配合游戏场景的音乐，但有时，事件设计师会调整游戏事件来配合我已写成的音乐”。植松认为《最终幻想VII》和《最终幻想VIII》有现实主义氛围，但《最终幻想IX》则是奇幻，因此“严肃而傻乎乎且有趣的曲目可与之相适应”。他认为主题曲是中世纪音乐，并获假去欧洲旅行寻找灵感——“看看德国的老城堡等等”。音乐并非完全以中世纪调式谱曲，植松称否则“将会不平衡”且“有些令人厌烦”。他致力于“简洁、温馨”的风格，并使用卡祖笛和扬琴等非常见乐器。因《最终幻想IX》“可以说回归原点”，植松使用了老最终幻想游戏的主乐调，并使用了“老序曲用于战斗音乐”创意，游戏还使用了《最终幻想》古鲁古火山和《最终幻想II》大混乱城主题曲的编曲。在游戏开头，还能听到坦塔洛斯乐队还演奏《最终幻想VII》的《路法斯欢迎式典》。
植松伸夫在两篇报道中不假思索的称《最终幻想IX》是他最喜爱的配乐。原版游戏原声音乐收录了110首曲目；追加原声《最终幻想IX原声音乐Plus》收录了42首新曲目。与《最终幻想VIII》和《最终幻想X》类似，《最终幻想IX》使用了日本流行乐民谣《Melodies of Life》。歌曲由植松伸夫作曲，伊藤裕之（以塩见名义）作日语版词，白鸟英美子演唱，英文版由亚历山大·O·史密斯填词。

## 发行
《最终幻想IX》为避免和竞争者艾尼克斯的《勇者斗恶龙VII》同时发行而延期。2000年10月7日，北美版《最终幻想IX》体验日在加利福尼亚旧金山的Metreon举办。Metreon也是北美版首發點；游戏内含限量版商品，爱好者在发行庆典上扮演了最终幻想角色。加拿大版《最终幻想IX》因生产错误未含英文版说明书，数日后史克威尔给加拿大零售店出货英文手册。
游戏在发行前后展开大力推销。從2000年3月6日起，一系列计算机成像可口可乐广告中出現了《最终幻想IX》角色。在可口可乐的营销活动中还使用了几名角色的小雕像。同年IGN在他们的一些比赛中奖励最终幻想玩偶和小雕像。
《最终幻想IX》还是史克威尔互动服务PlayOnline的标准检查程序。PlayOnline初作为《最终幻想X》的互动程序而开发，但这些计划未能实现，成为《最终幻想IX》的战略网站。站点设计为BradyGames和Piggyback Interactive游戏官方攻略本的补足，玩家可以购买纸质攻略，获得可以在PlayOnline站点搜索附加秘诀与信息的“关键字”。攻略购买者被此激怒，因为他们认为购买昂贵纸质攻略受骗了。GameSpy将此疏忽选入的“游戏五大愚蠢瞬间”，史克威尔在当时正在开发的《最终幻想X》上放弃了这一做法。
2012年12月18日，游戏收录于《最终幻想25周年纪念终极包》在日本再版。

## 评价
| 汇总媒体     | 得分   |
| ------------ | ------ |
| GameRankings | 92.7%  |
| Metacritic   | 94/100 |

| 媒体          | 得分     |
| ------------- | -------- |
| Game Informer | 9.75 /10 |
| GamePro       | [ 70 ]   |
| GameSpot      | 8.5 / 10 |
| IGN           | 9.2 / 10 |
| Fami通        | 38 /40   |

| 媒体                | 奖项                                            |
| ------------------- | ----------------------------------------------- |
| 第4届年度互动成就奖 | 年度游戏机RPG 杰出艺术指导成就奖 杰出动画成就奖 |
| 第6届年度金卫星奖   | 最佳互动产品/电子游戏                           |

虽然本作在日本和北美发售初期都是最畅销游戏，但两区累計销量皆不如《最终幻想VII》和《最终幻想VIII》。游戏在日本杂志《Fami通》2006年的史上最佳游戏读者票选中获得第24名，2005年在GameFAQs网站的用户投票中获得第42名。游戏的PS版本在全球出貨超過550万套。
《最终幻想IX》在日本和美国都获评论称赞。《Fami通》为游戏打出38/40。游戏在Metacritic上的汇总得分为94%，是该站上得分最高的最终幻想游戏。
评论称赞游戏图形和怀旧元素。评论指出游戏在其游戏性、角色发展和视觉显示上的实例。GameSpot称其学习曲线容易把握，能力系统不像《最终幻想VII》或《最终幻想VIII》那样复杂。各玩家角色独有的能力避免了过强角色的出现。GameSpot称战斗系统有战术性质，扩大的玩家团队得以让玩家和敌人间互动更多。然而IGN不满于游戏漫长的战斗节奏和重复的战斗，谓其之“令人恼怒”；RPGFan认为计量槽增长缓慢不定的幻化系统未达预期效果，同时角色恰敌人被杀前开始幻化。
角色和图形获得积极评价。虽然IGN认为《最终幻想IX》中深入的角色性格通常在其他最终幻想游戏中能看到，但依然表示角色动人且招人喜欢。GameSpot认为从角色到他们的对话和特性，都风趣而充满幽默。IGN还称，当玩家对角色很多思想和情感问题时，即时时间系统帮助他们理解角色性格。RPGFan在评论中称，包括各种尺寸的怪物在内，角色半变形的外观使用了精细的动画和设计。他们给予游戏预渲染背景好评，并称设计师认真对待了原画、动画动作和角色互动。评论认为影片动情且令人信服，和游戏图形的无缝过度有助于情节推动。
评论普遍称总体情节主要构建在之前最终幻想作品元素之上，如邪恶的帝国和神秘的反派。虽然GameSpot认为主要反派是系列中最没威胁的，但IGN认为他是“凯夫卡咯咯笑的邪恶”与“像美少男萨菲罗斯这种受女子喜爱”的完美结合。游戏音频方面反响不一。RPGFan等评论认为音乐“平凡无趣”，而GamePro称赞其“从战斗到悲伤到喜剧，在整个故事中（唤起）情感”。一些批评称作曲植松伸夫重用了系列过去的一些曲目。但评论亦赞同，对于老最终幻想作品爱好者而言，它同其他诸多元素营造了怀旧作品整体效果。
攻略本也受到批评——其强迫购买者登陆在线网站获得信息，而非在实体攻略中提供信息。书籍提供的连接已无法于PlayOnline网站上访问。GameSpot认为Tetra Master（大法師牌）和《最终幻想VIII》小游戏Triple Triad （九宮幻卡）相比差劣且令人困惑，游戏中只有其规则的含糊解释，且卡牌虽种类广泛，但游玩完全没有奖励。